# Amstel Gold Race 1991
La 26ª edición de la Amstel Gold Race se disputó el 27 de abril de 1991 en la provincia de Limburg (Países Bajos). La carrera constó de una longitud total de 249 km, entre Heerlen y Maastricht.
El vencedor fue el holandés Frans Maassen (Buckler) fue el vencedor de esta edición al imponerse al sprint a sus dos compañeros de fuga, el italiano Maurizio Fondriest (Panasonic) y el belga Dirk de Wolf (Tonton Tapis), que fueron segundo y tercero respectivamente. 

## Clasificación final
| Pos. | Ciclista           | Equipo       | Tiempo     |
| ---- | ------------------ | ------------ | ---------- |
| 1    | Frans Maassen      | Buckler      | 6h 04' 46" |
| 2    | Maurizio Fondriest | Panasonic    | m. t.      |
| 3    | Dirk de Wolf       | Tonton Tapis | m. t.      |
| 4    | Thierry Laurent    | R.M.O.       | + 10"      |
| 5    | Eric Vanderaerden  | Buckler      | + 16"      |
| 6    | Olaf Ludwig        | Panasonic    | m. t.      |
| 7    | Laurent Jalabert   | Toshiba      | m. t.      |
| 8    | Carlo Bomans       | Weinmann     | m. t.      |
| 9    | Jelle Nijdam       | Buckler      | m. t.      |
| 10   | Johan Museeuw      | Lotto        | m. t.      |